# Hugo Johnson
Viktor Hugo Johnson (Gotemburgo, 29 de fevereiro de 1908 — Juan-les-Pins, 6 de junho de 1983) foi um velejador sueco, medalhista olímpico. Ele competiu nos Jogos Olímpicos de Verão de 1948 na classe Dragon e conquistou a medalha de prata a bordo do Slaghöken, ao lado de Gösta Brodin e Folke Bohlin.